# Iazdanismo
Iazdanismo ou Culto dos Anjos (também Iazdâni) é um termo moderno (proposto pelo acadêmico curdo Mehrdad Izady)  para a religião (supostamente monoteísta embora universalista) que seria praticada pela maioria dos curdos até a islamização durante a Idade Média. O Iazdanismo envolveria a crença em reencarnação como no Hinduísmo, bem como em sete seres angélicos que defenderiam a Terra de oponentes em igual número.
No Curdistão, há uma estimativa que afirma que um terço da população é composta por iazdanitas[carece de fontes?]. Nos escritos Bahá'í, eles são referidos como "Sabeus".[carece de fontes?]

## História
O Iazdanismo poderia outrora ter sido conhecido como Hâk ou Haq, em referência a sua divindade principal ou "espírito universal".
Uma longa interação entre o Zoroastrianismo e o Iazdanismo teria deixado muitas similaridades entre ambas as religiões.

## Divisões
Segundo Izady, Iazdanismo estaria hoje dividido em três ramos:
- Alevismo (Curdistão ocidental, Turquia e costa da Síria)
- Yarsanismo (parte setentrional do Curdistão, Irã ocidental)
- Yazidi (ou Iezidi) (Curdistão central)

Trocas e contatos entre estes ramos não são frequentes.

## Críticas
O conceito de Iazdanismo como uma religião distinta tem sido contestado por vários académicos. Richard Foltz considera o Iazdanismo, ou o “Culto dos Anjos”, como a "religião inventada" de Izady, afirmando que "deve mais ao sentimento nacional curdo contemporâneo do que a verdadeira história religiosa".
O antropólogo iraniano Ziba Mir-Hosseini escreve:
O caso mais notável é o de Izady (1992) que, no seu afã de distanciar os Ahl-e Haqq do Islão e dar-lhe um pedigree puramente curdo, afirma que a seita é uma denominação de uma religião muito antiga a que ele chama "O Culto dos Anjos"". Este "Culto", afirma ele, é "fundamentalmente uma religião não semítica, com uma superestrutura ariana suportando uma fundação religiosa indígena nos Zagros. Identificar o culto ou alguma das suas denominações como islâmico é simplesmente um erro nascido da falta de conhecimento da religião, que precede o Islão por milénios." Ele não consegue, no entanto, produzir nenhuma prova que sustente a sua teoria, e algumas das suas afirmações só podem ser chamadas de absurdas.